# Seguin d'Auch
Seguin ou Siguin est le cinquième archevêque d'Auch, de 978 à 979.

## Éléments biographiques
Cet archevêque est présent dans le catalogue du cartulaire d'Auch avec la mention qu'il fut archevêque pendant un an. On n'en sait pas plus sur son archepiscopat, mais il était témoin et signataire avec l'archevêque Bernard Ier d'une donation faite par le comte Odon de Fezensac en 956. Il y est qualifié d'évêque ce qui laisse dom Brugeles penser qu'il était alors coadjuteur de Bernard Ier,,.